# 주스트 (인터넷 TV 서비스)
주스트(Joost)는 Niklas Zennström와 Janus Friis(스카이프와 카자의 창립자)가 만든 인터넷 TV 서비스이다. 2007년부터 2008년 사이 주스트는 P2PTV 기술을 사용하여 모질라 기반 데스크톱 플레이어에 콘텐츠를 배급했으며 2008년 말에 이것은 플래시 기반 웹 플레이어로 이관되었다.
주스트는 2006년 개발에 들어가기 시작했다. 코드명 "더 베니스 프로젝트"(The Venice Project) 하에 작업되었으며 뉴욕, 런던, 레이던, 툴루즈 등 전 세계의 약 6개 도시의 150명 정도의 소프트웨어 개발자들이 한 팀을 이루었다.
이 기업은 수차례 구조조정을 거치며 2009년 자산 대부분이 매각되었다. 2012년 운영을 중단했다.